# Navje-Gedenkpark
Der Navje-Gedenk-Park (slowenisch: Spominski park Navje) ist ein Gedenkpark in Ljubljana, der Hauptstadt Sloweniens. Er befindet sich im Stadtbezirk Bežigrad, direkt hinter dem Bahnhof von Ljubljana.
2001 wurde der Park zum Kulturdenkmal von nationaler Bedeutung erklärt.

## Geschichte

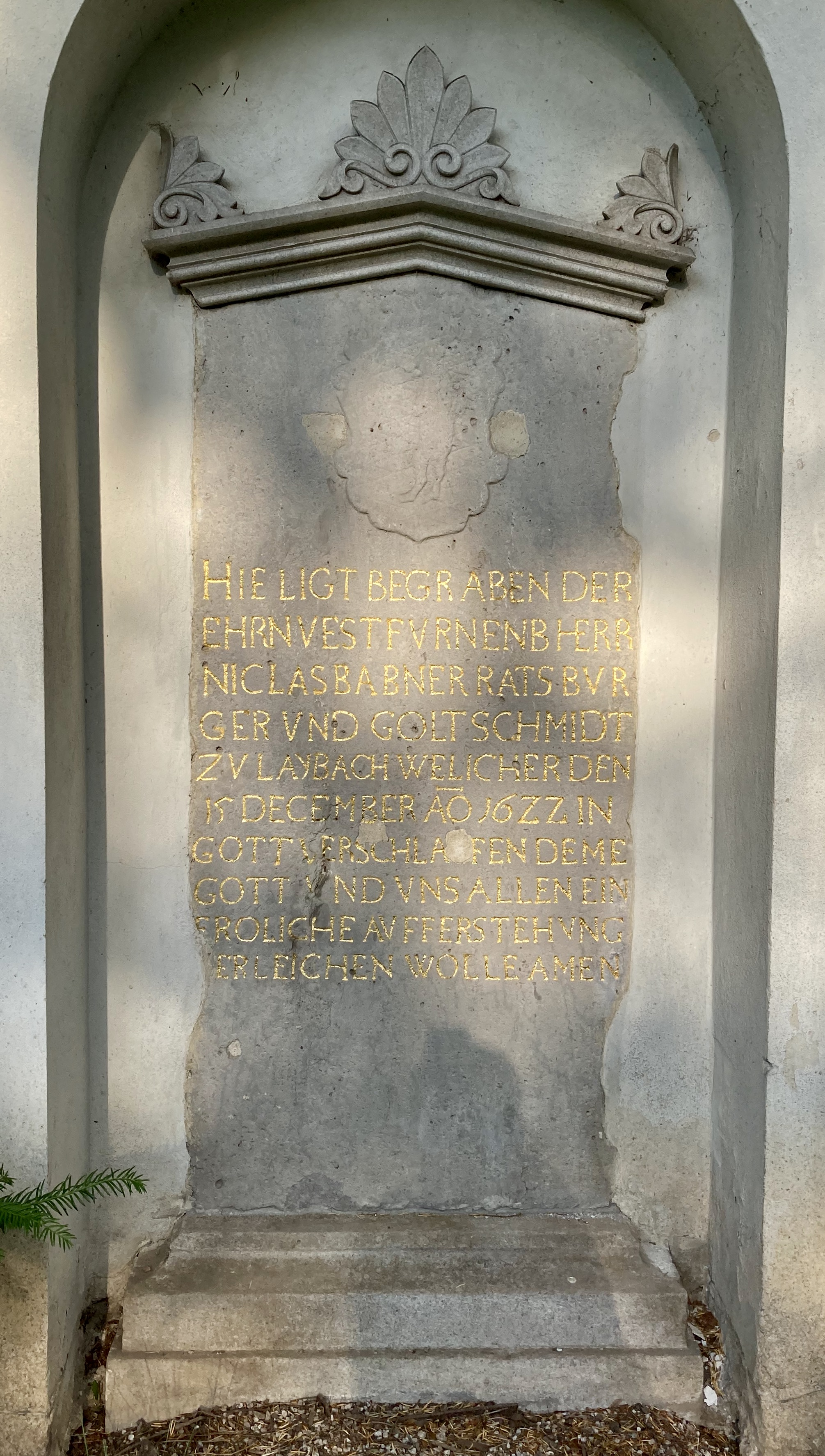
Grabstein von Niclas Babner († 1677). Ältester Grabstein im Navje-Gedenkpark

Der Park wurde in den Jahren 1937 und 1938 von den Architekten Jože Plečnik und Ivo Spinčič am äußersten östlichen Rand des ehemaligen St.Christoph-Friedhofs angelegt.

### St. Christoph-Friedhof
Der St. Christoph-Friedhof wurde im Mai 1779 vom Laibacher Bischof Johann Karl von Herberstein eingeweiht und befand sich auf dem Gelände des heutigen Ausstellungs- und Kongresszentrums.[1] Zwischen dem späten 18. und dem frühen 20. Jahrhundert war er der zentrale Friedhof der Stadt. 1906 wurde neben der Heilig-Kreuz-Kirche der Heilig-Kreuz-Friedhof (jetzt Žale) neu angelegt, auf dem nach und nach die meisten Bestattungen stattfanden. Nach 1926 fanden auf dem Christophorusfriedhof keine Bestattungen mehr statt.
Nach dem Zweiten Weltkrieg begann 1955 nach den Plänen von Ilija Arnautović der Bau des Wirtschaftsausstellungszentrums auf den Resten des ehemaligen Friedhofs als geplanter Austragungsort der VII. Kongress der Kommunistischen Partei Jugoslawiens, der 1958 stattfand. In diesem Zusammenhang wurden St. Christoph-Friedhof und -Kirche zerstört.

### Der Gedenkpark
In den 1930er Jahren wurde ein kleiner Teil des alten Friedhofs einschließlich des um 1865 erbauten Arkadengangs[7] in ein „Pantheon“ berühmter Slowenen umgewandelt. Der Gedenkpark wurde von den Architekten Jože Plečnik und Ivo Spinčič in Zusammenarbeit mit dem Gärtner Anton Lah entworfen. Bereits 1932 hatte Plečnik vorgeschlagen, an derselben Stelle eine monumentale Kirche zu errichten, die eine Krypta mit Gräbern prominenter Slowenen enthalten sollte. Das Projekt wurde jedoch abgelehnt, und so schlug Plečnik die Schaffung des Gedenkparks vor. Im Jahr 1936 beschloss der Stadtrat von Ljubljana, einen Park mit einem Friedhof für verdienstvolle Männer und Frauen – Navje – aus den Überresten des Friedhofs auf der Ostseite und unter Hinzufügen von Land, das von der Diözese Ljubljana gespendet wurde, einzurichten.
Zwischen 1936 und 1940 verlegten die Stadtbehörden Grabsteine namhafter Persönlichkeiten an den östlichsten Rand des alten Friedhofs. Dabei wurden aus Kostengründen in den meisten Fällen nur deren Grabsteine, nicht aber die sterblichen Überreste verlegt.

### Erhaltene Grabsteine

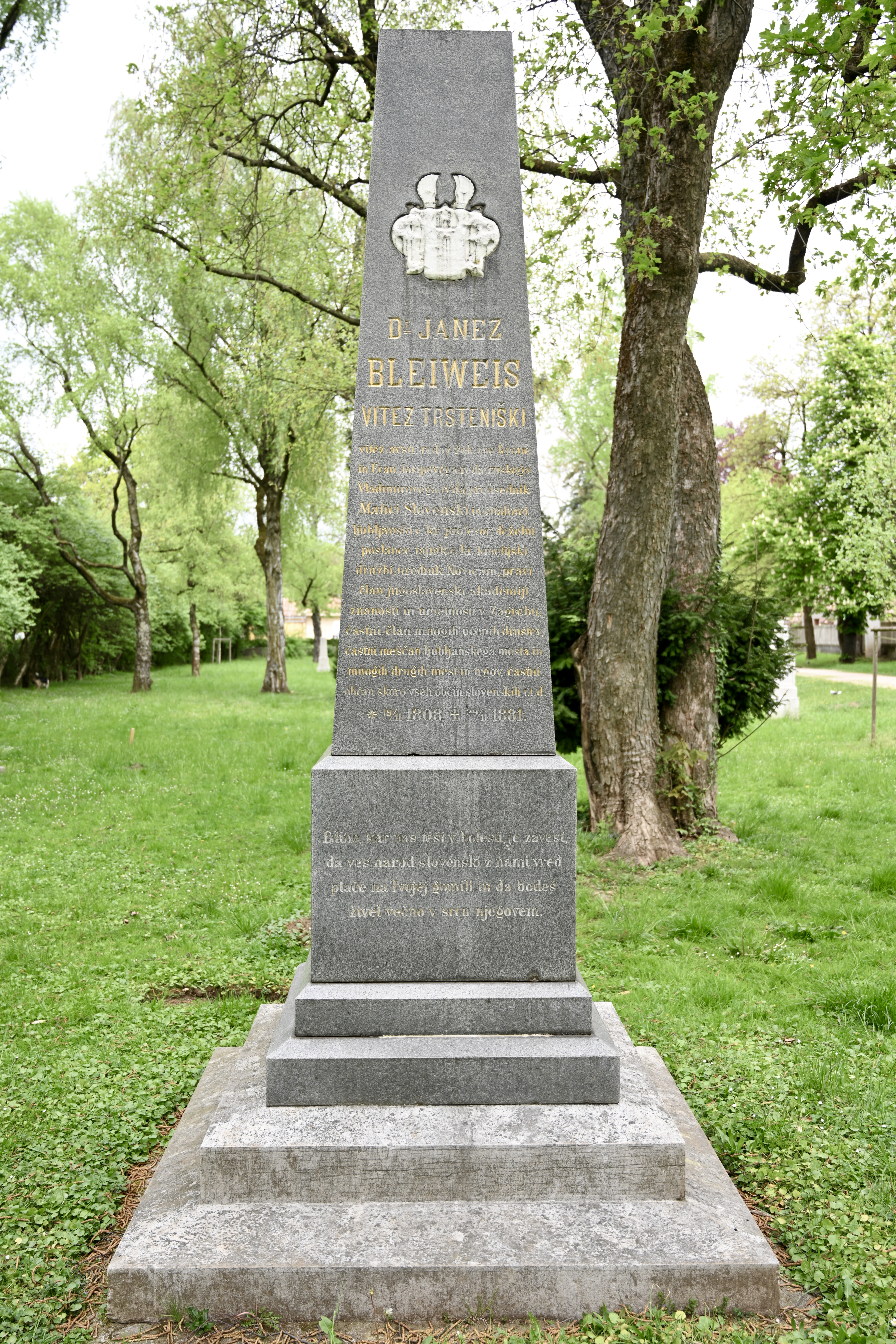
Janez Bleiweis
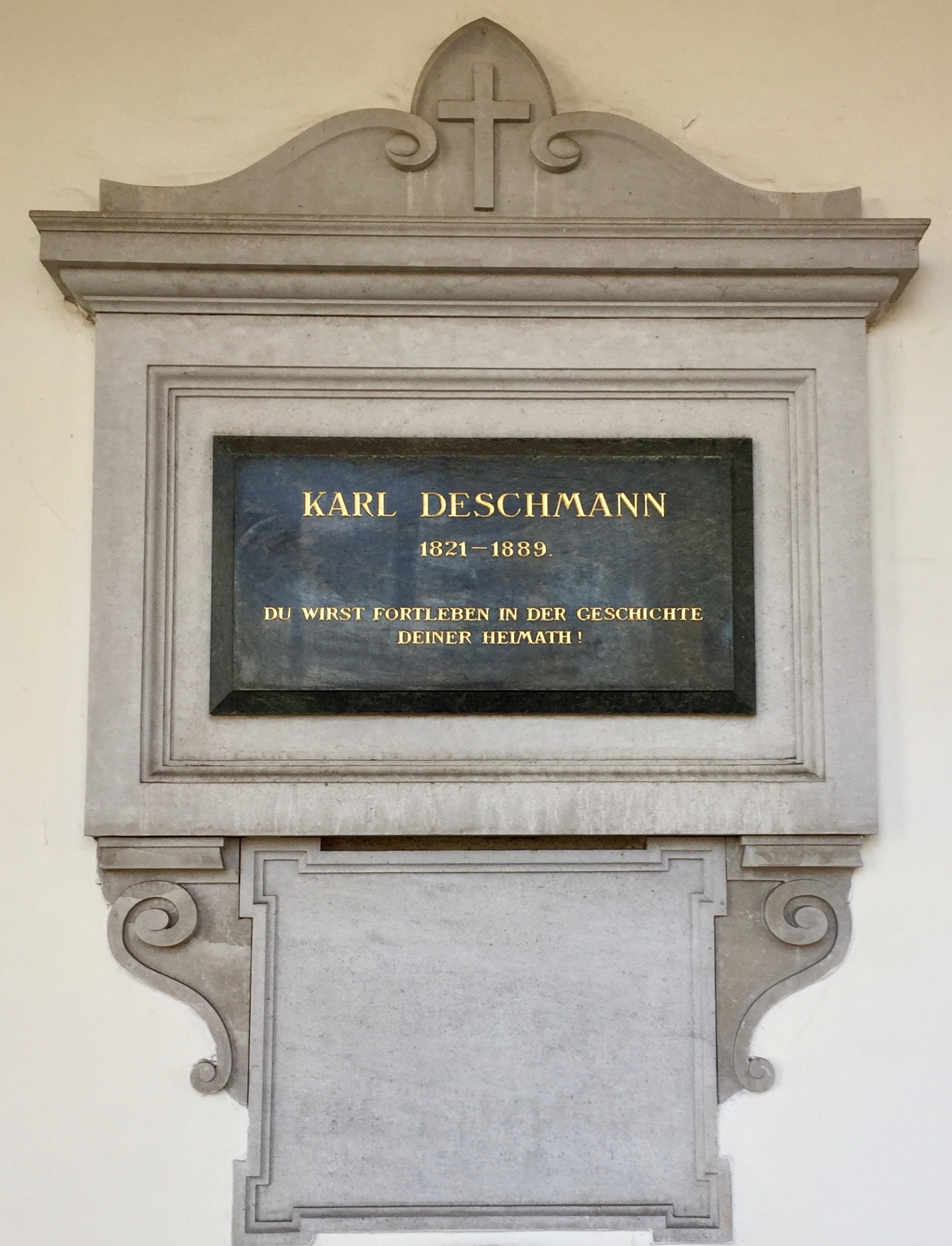
Karl Deschmann
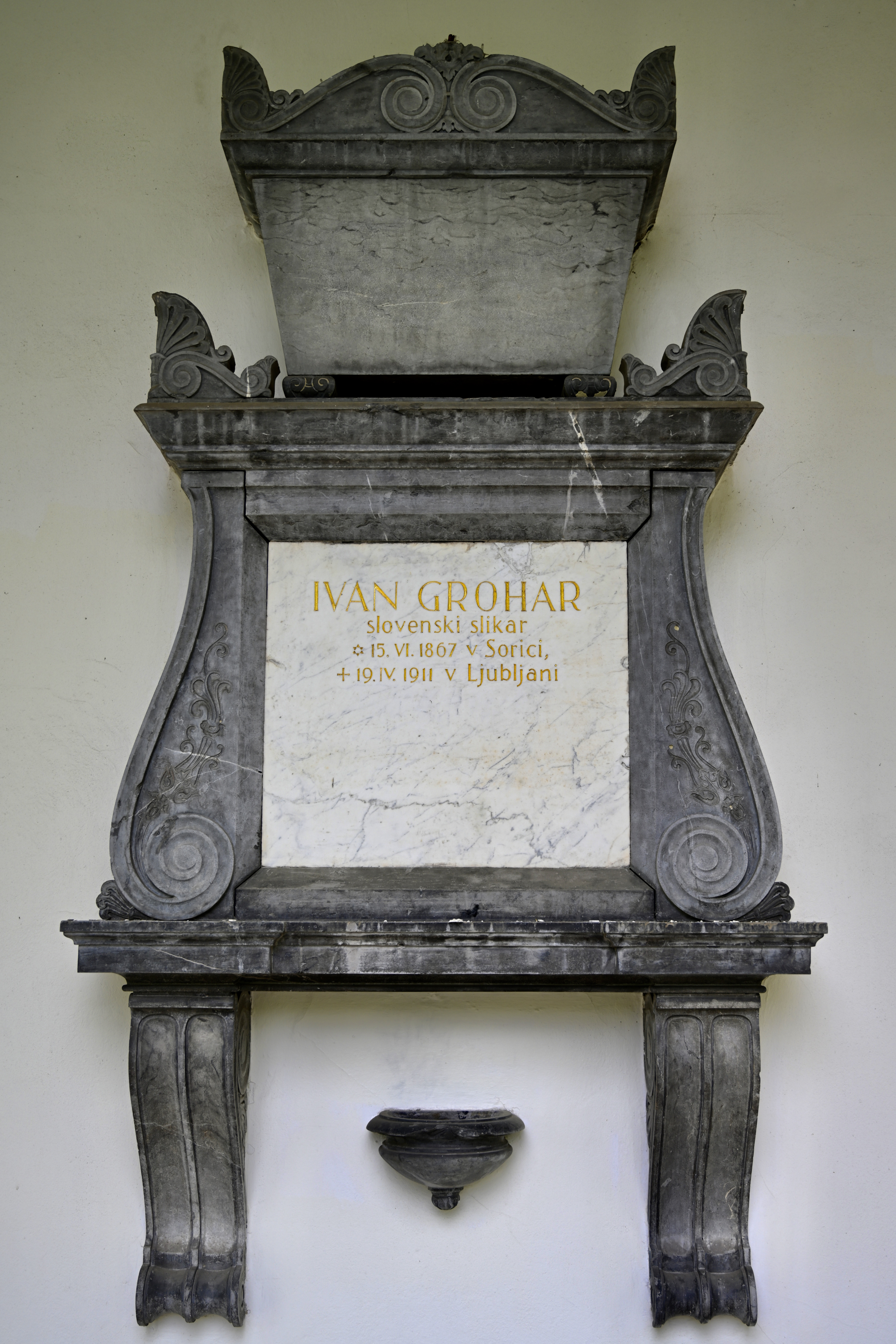
Ivan Grohar
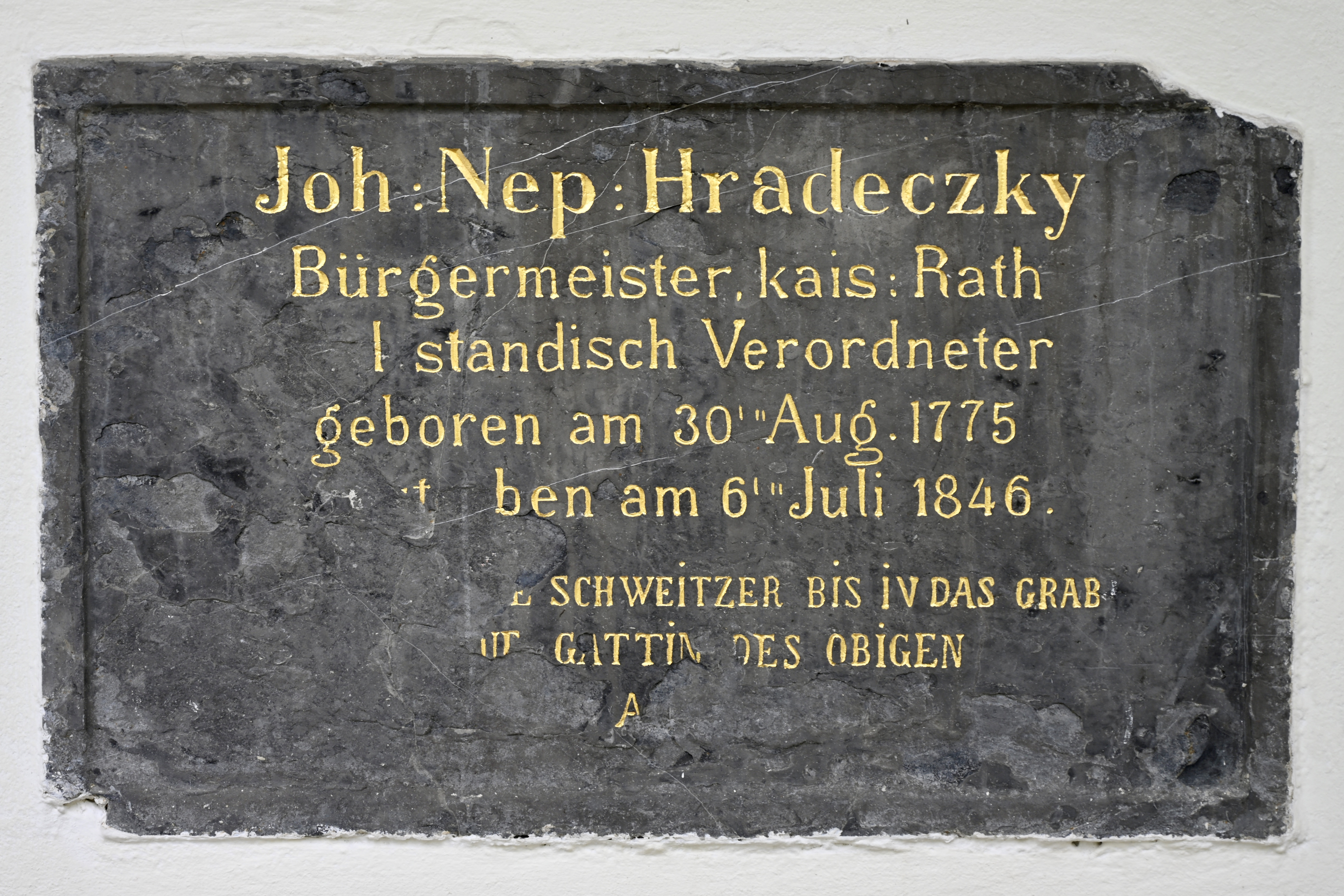
Johann Nepomuk Hradecky
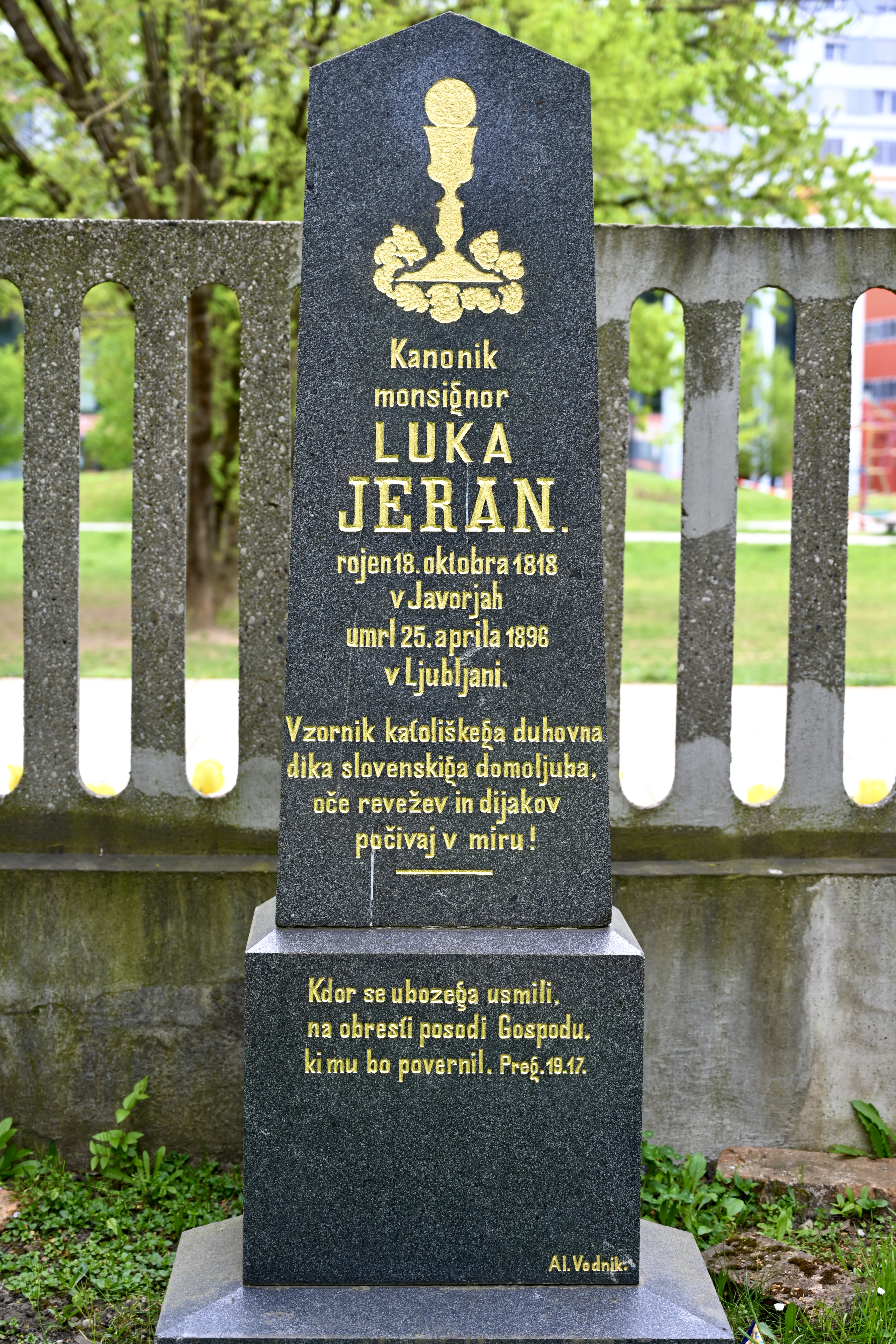
Luka Jeran
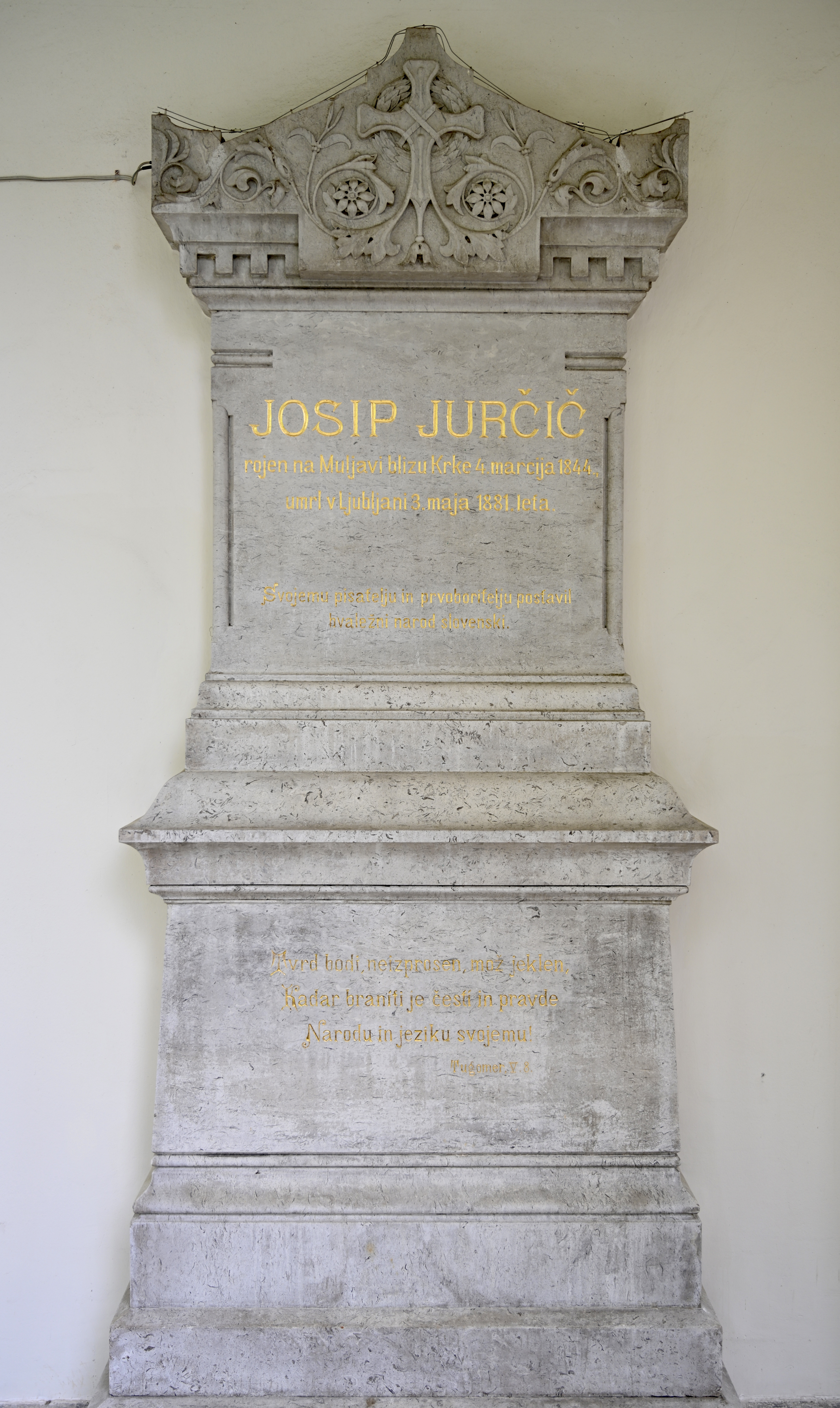
Josip Jurčič
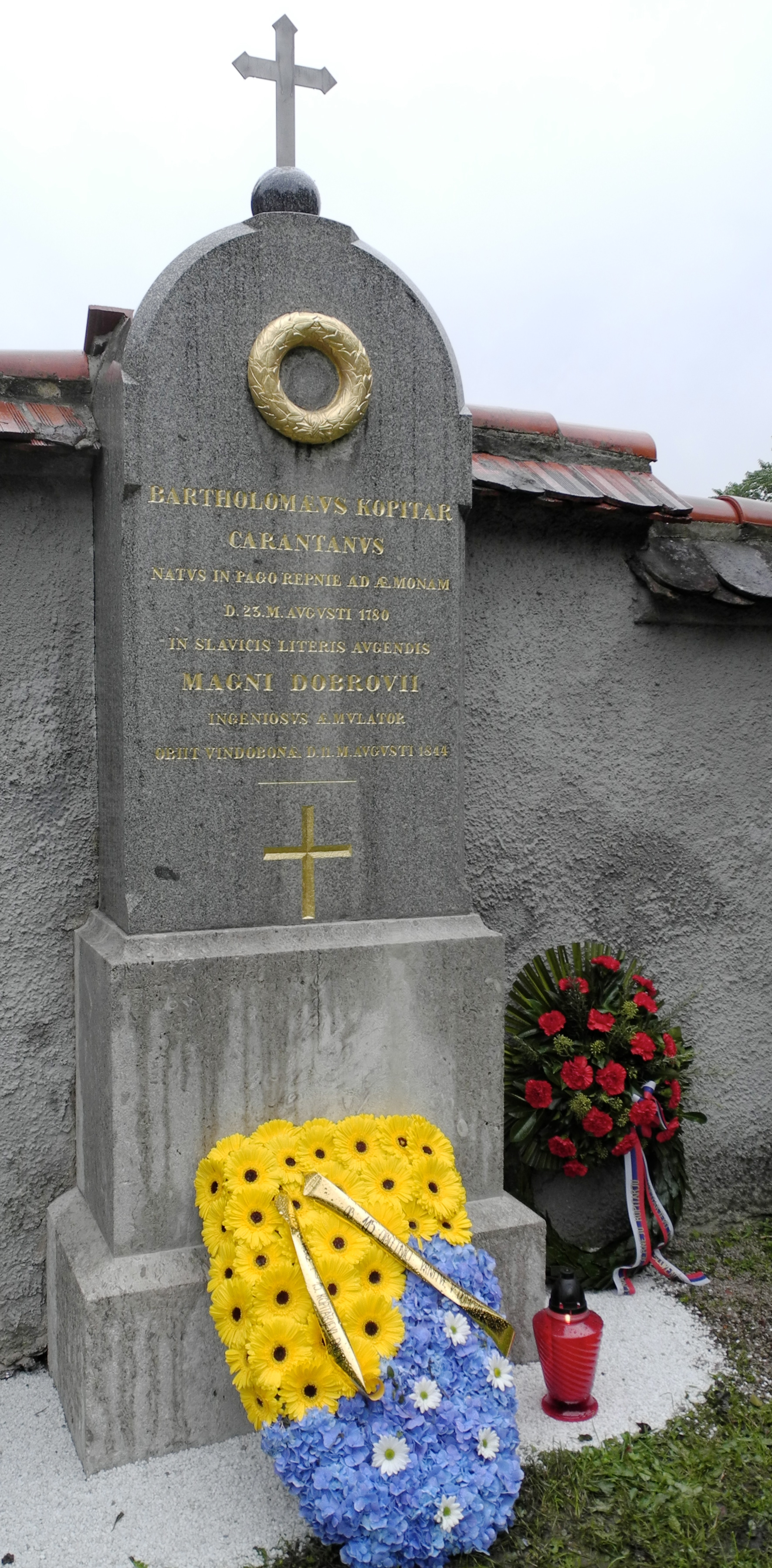
Jernej Kopitar
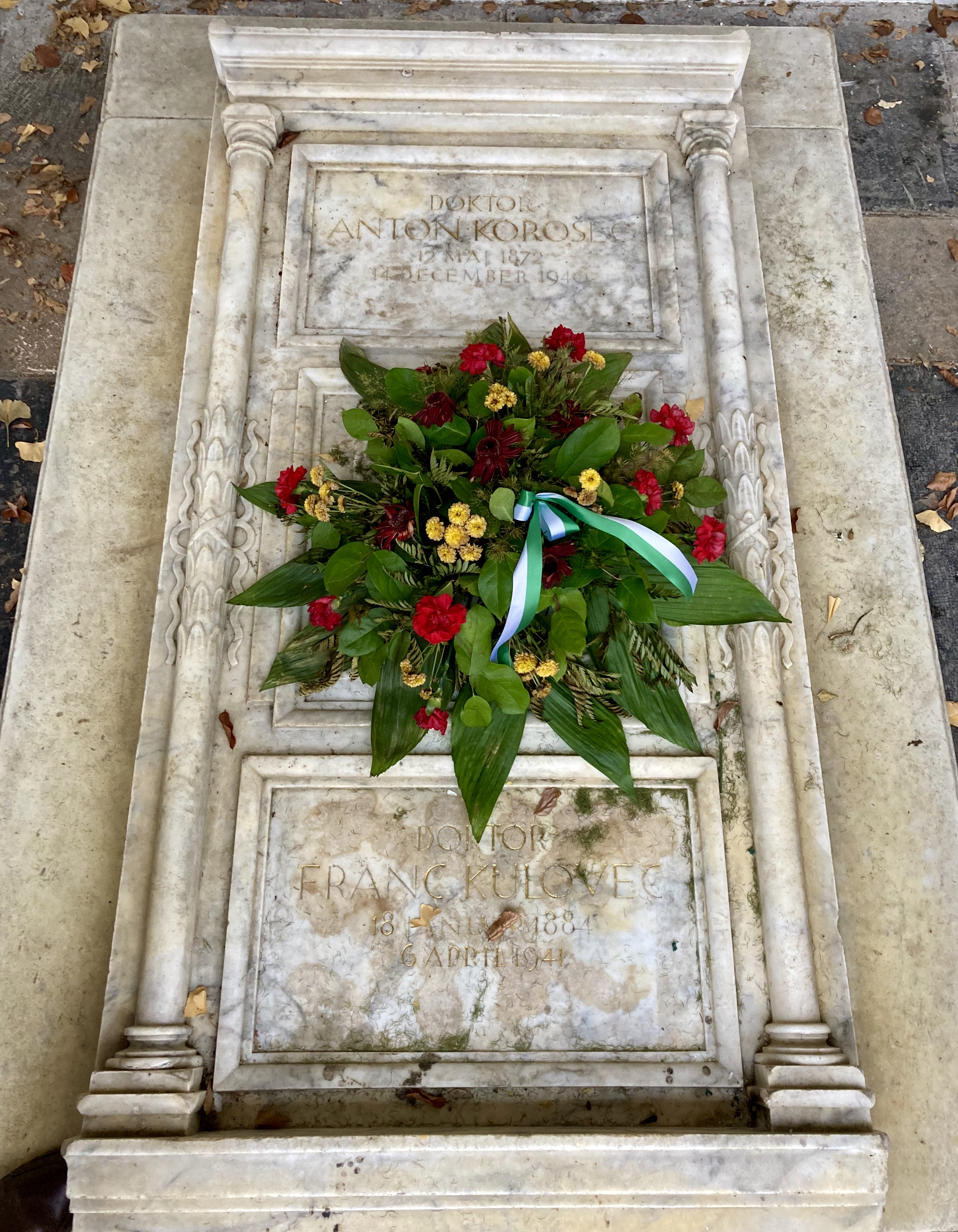
Anton Korošec
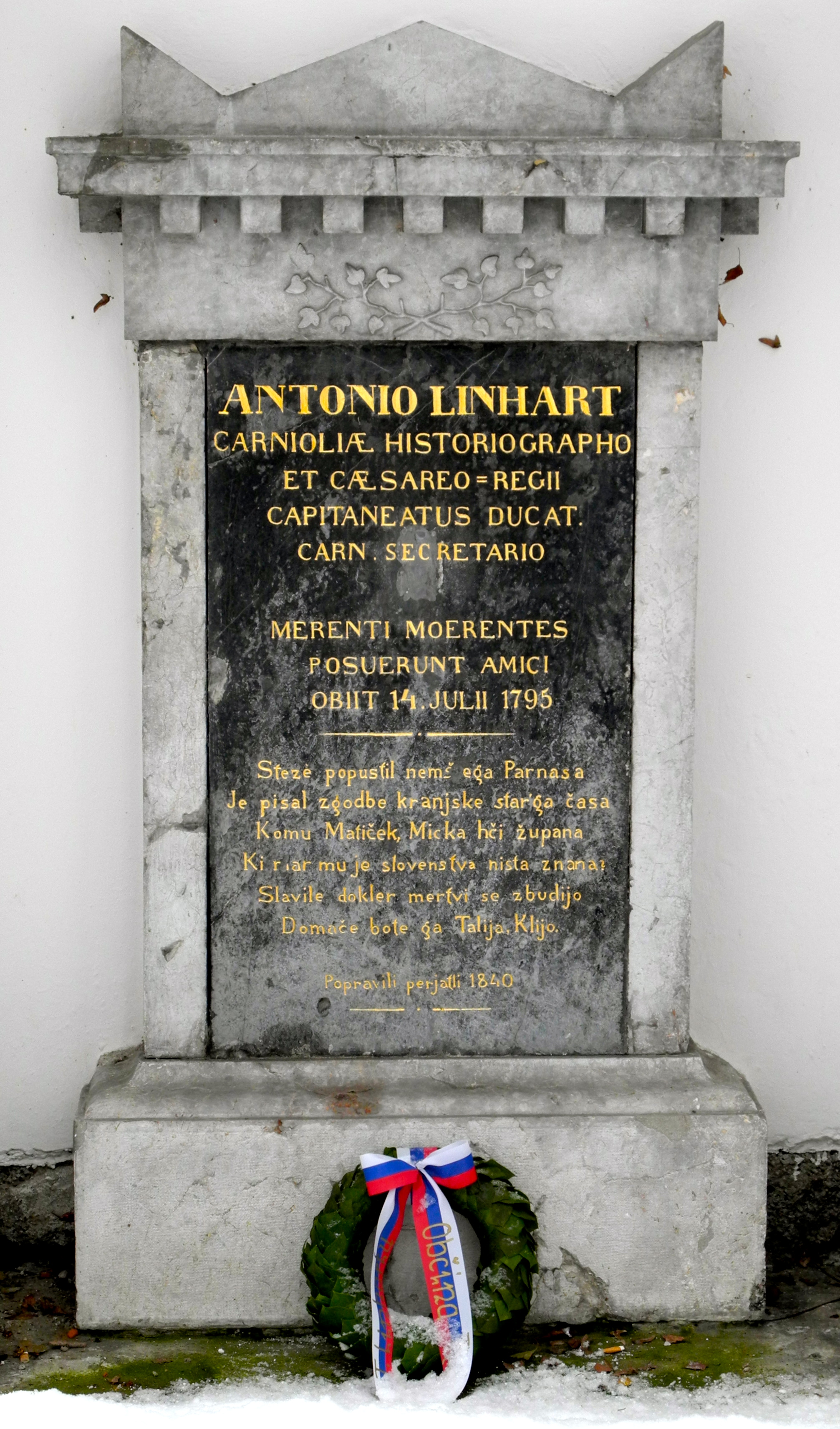
Anton Tomaž Linhart
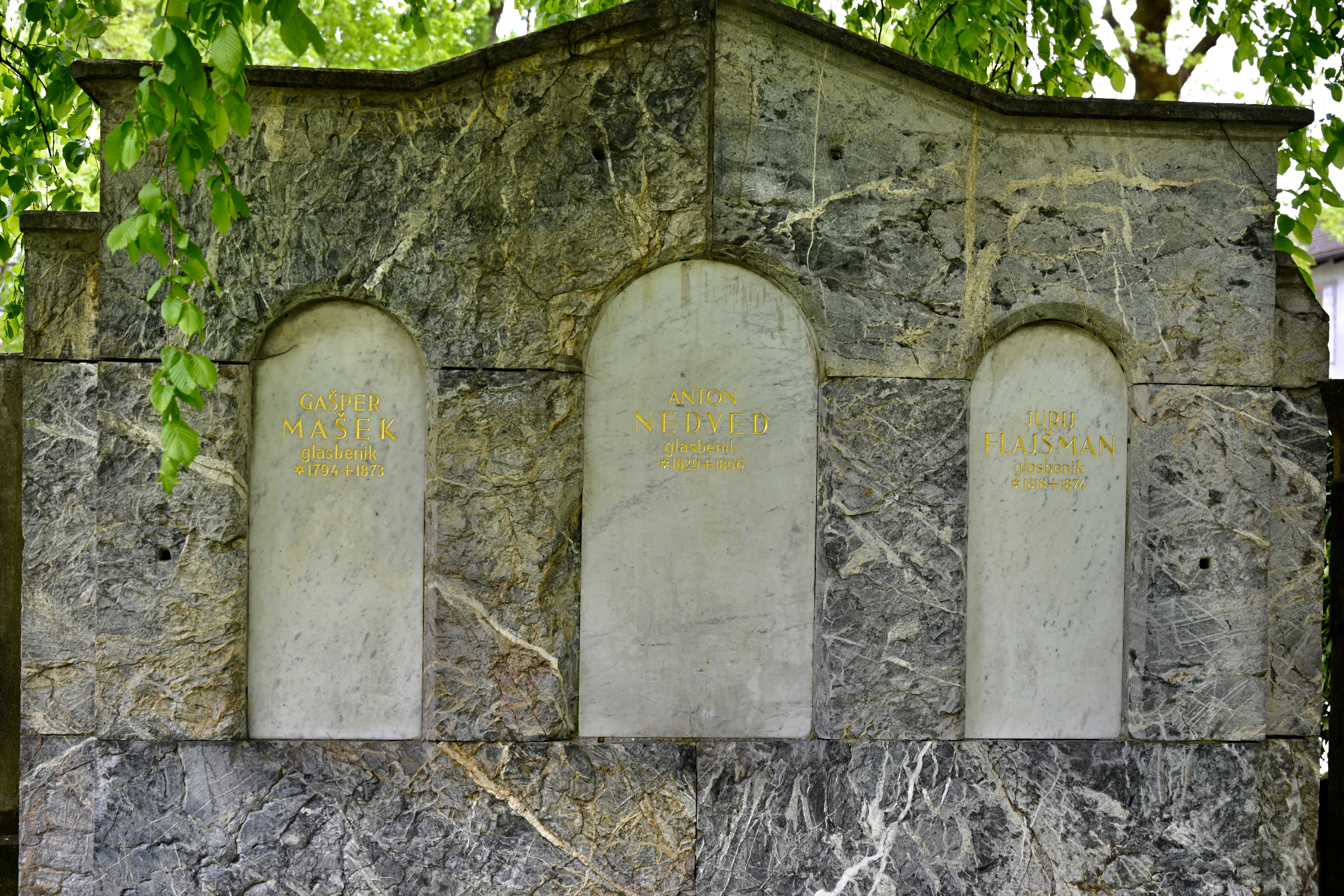
Gašpar Mašek, Anton Nedvĕd, Jurij Flajšman
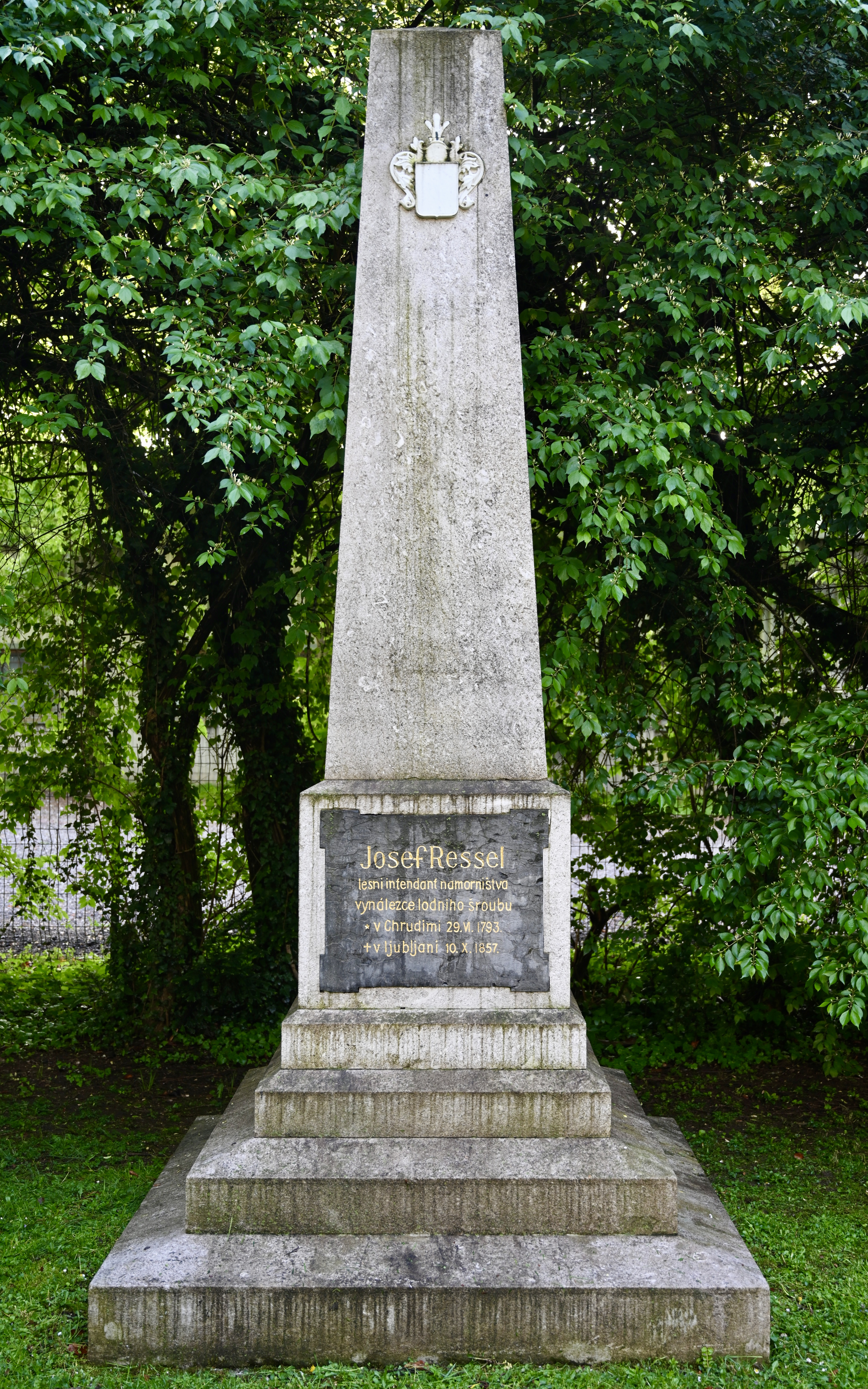
Josef Ressel
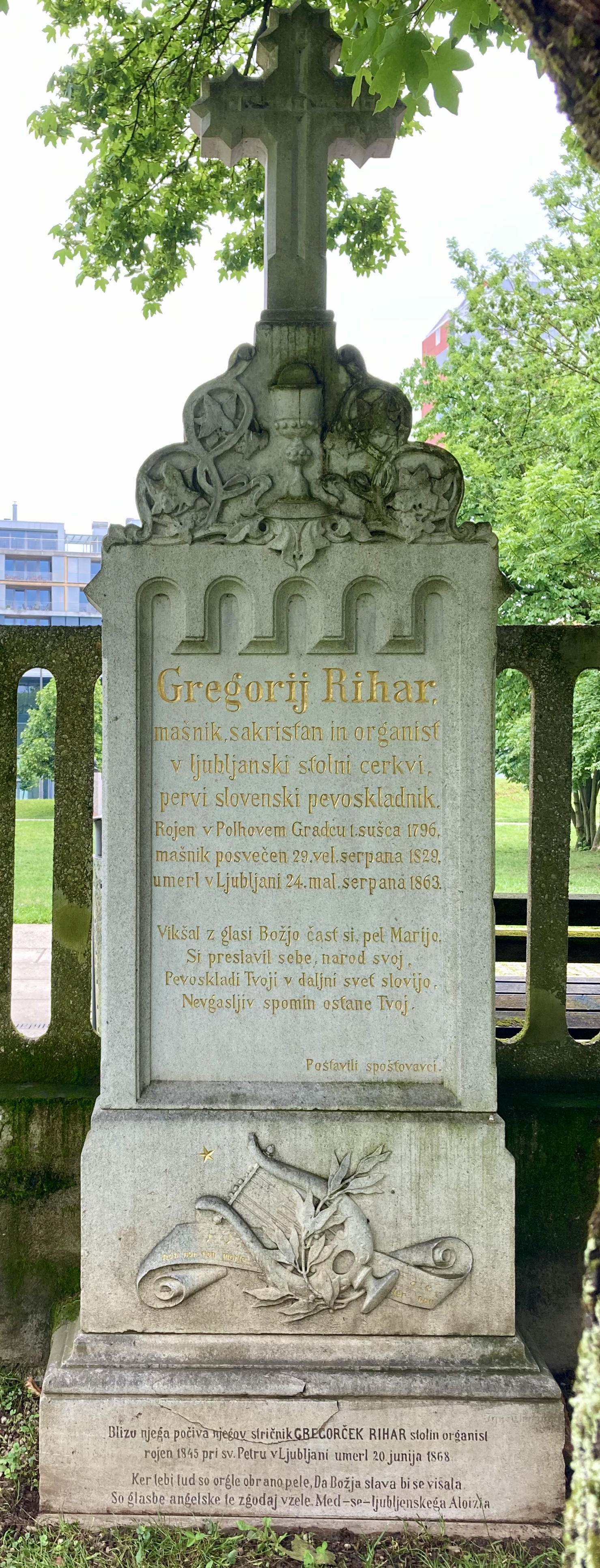
Gregor Rihar der Ältere und Gregor Rihar der Jüngere
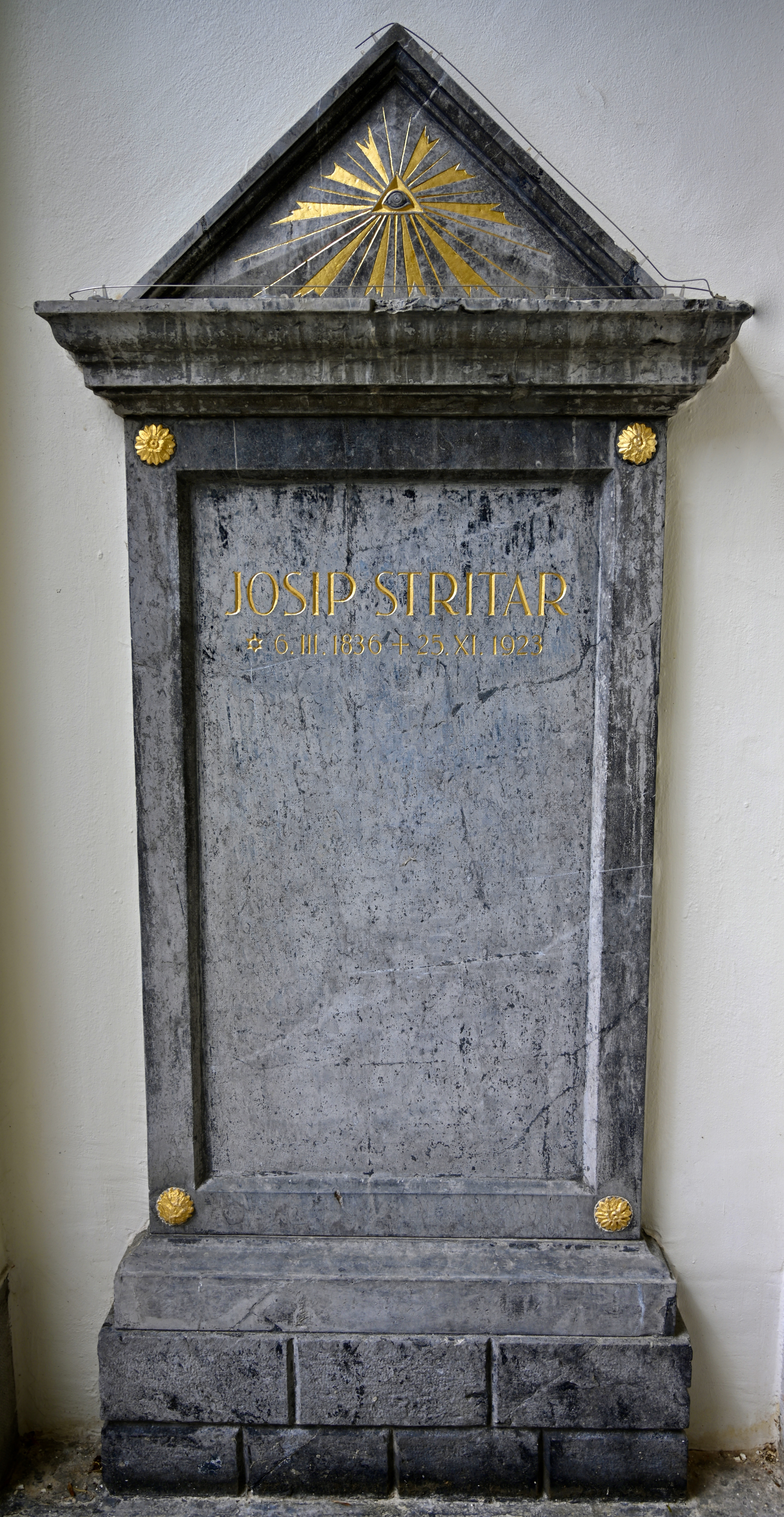
Josip Stritar
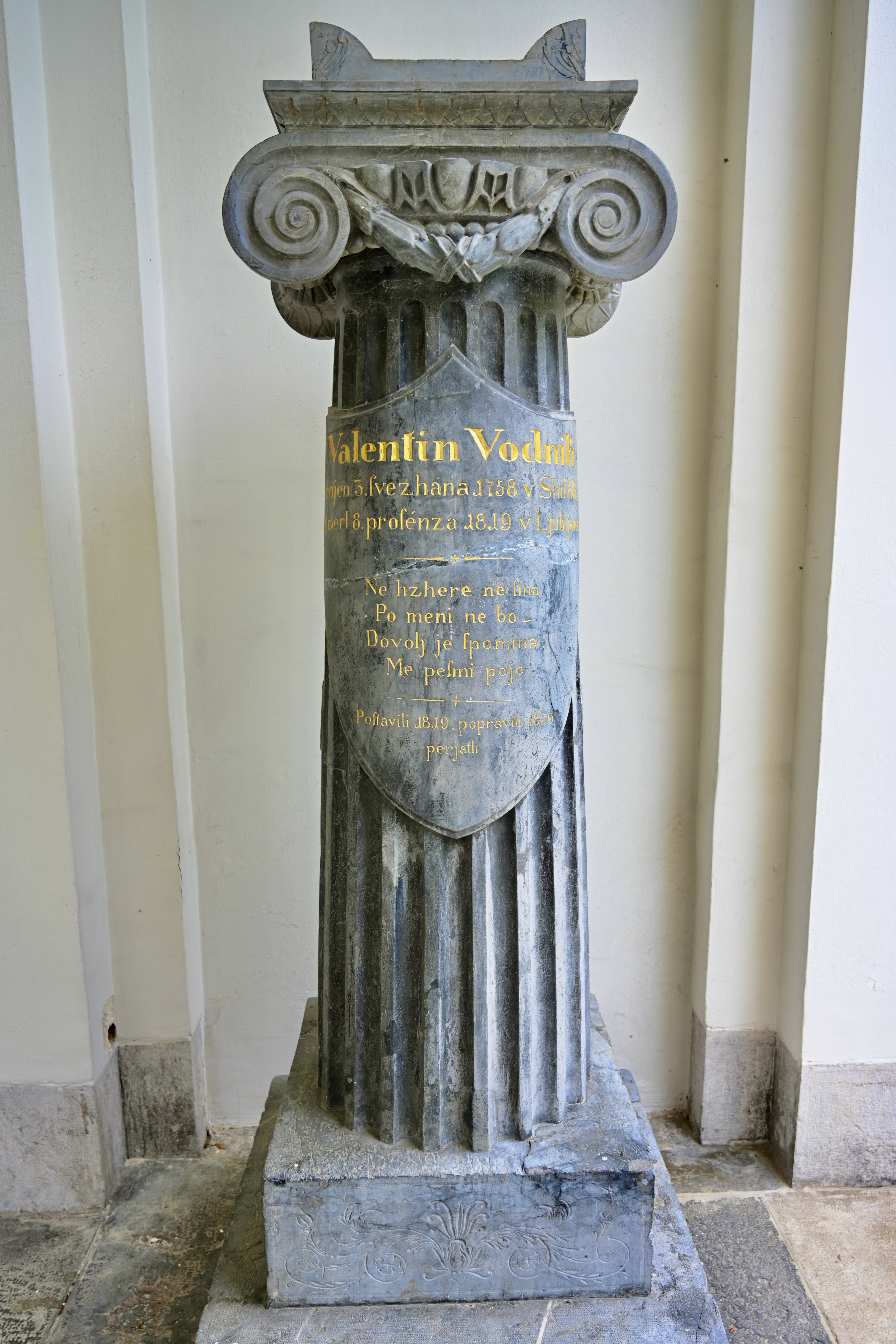
Valentin Vodnik